# Gijs Waardenburg
Gijsbertus ("Gijs") Waardenburg (Oud-Beijerland, 14 maart 1914 - Rotterdam, 5 april 1975
was een Nederlands voetballer. Hij speelde voor Feijenoord, Sparta, Picus en RFC Roermond.

## Loopbaan

### Feijenoord
Hij werd geboren als zoon van Arie Waardenburg en Adriaantje Lodder. In 1918 verhuisde het gezin naar Rotterdam. Hij speelde in de jeugd van Feijenoord en meldde zich als negentienjarige opnieuw aan. Hij werd per 1 september 1933 als lid toegelaten door de ballotage-commissie.
Via het vierde en derde team klom hij op naar het tweede elftal. Zijn positie op het veld was linksbinnen. Hij debuteerde op 1 oktober 1933 in het eerste elftal in de derby tegen Sparta. Als invaller kwam hij in het veld voor Toon Duijnhouwer.
Een doorbraak in de hoofdmacht van Feijenoord bleef uit. Hij kwam in vier seizoenen niet verder dan enkele invalbeurten.

### Sparta
Voor het seizoen 1937/38 stapte Waardenburg over naar Sparta waar hij kon spelen in het eerste elftal.  
Hij speelde op 12 september 1937 met Sparta in de verloren finale (1-3) om de Zilveren Bal tegen zijn oude club Feijenoord.
Hij bleef tot 1940 aan Sparta verbonden. In zijn eerste jaar had hij een basisplaats. In het seizoen 1938/39 speelde hij nog vijf wedstrijden en verdween daarna uit het elftal.
Waardenburg werkte als kolenwerker toen hij in 1939 trouwde met Adriana Pieternella Berwald. In maart 1940 verwachtte het echtpaar hun eerste kindje. In die tijd was er een tekort aan banen en toenemende armoede in Rotterdam. Hij kreeg in januari 1940 het aanbod te gaan werken voor Picus, een houtverwerkingsbedrijf in Eindhoven. Met als voorwaarde dat hij voor Sportvereeniging Picus zou komen spelen. Deze voetbalclub was aan het houtbedrijf verbonden.

### Picus
Bij Picus vonden meerdere Rotterdamse voetballers onderdak. Jan Houtman, zijn clubgenoot bij Sparta, en Adri Bogers van Overmaas kwamen ook in 1940 naar de Eindhovense club. Picus speelde in de Tweede klasse en werd in het seizoen 1940/41 met overmacht kampioen. Via de nacompetitie promoveerde de club naar de Eerste klasse Zuid, het hoogste niveau binnen het toenmalig Nederlands voetbalsysteem.
In het debuutjaar 1941/42 handhaafde Picus zich in de Eerste klasse. Waardenburg speelde dertien duels en scoorde eenmaal. Na dit seizoen keerde hij niet meer terug bij Picus.

### Oorlogsjaren
In 1943, de Tweede Wereldoorlog was in volle gang, besloot Waardenburg met zijn jonge gezin terug te keren naar Rotterdam om dichter bij de familie te zijn. Tijdens de Rotterdamse Razzia op 10 en 11 november 1944 werd hij weggevoerd om als dwangarbeider treinsporen aan te leggen. Na ongeveer een jaar kwam Waardenburg weer thuis. Hij ging voetballen bij Rotterdamse Sportvereniging Mercurius.

### Roermond
In februari 1946 werd hij, samen met enkele andere spelers, binnengehaald bij RFC Roermond. De Limburgse club, uitkomend in de Eerste klasse, verkeerde in gevaar en hoopte met enkele aanwinsten degradatie te voorkomen. Waardenburg maakte op 10 februari zijn debuut en hij speelde elf competitieduels waarin hij tweemaal scoorde. RFC Roermond moest nacompetitie spelen voor klassenbehoud maar slaagde daarin niet en degradeerde. 
Hij keerde terug naar Rotterdam en ging spelen bij RJB dat uitkwam in de afdeling Rotterdam. In september 1947 verhuisde hij van RJB terug naar RSM.
Vanwege een hartkwaal zag Waardenburg zich op den duur genoodzaakt het met sporten kalmer aan te doen. Hij stortte zich in plaats daarvan op kansspelen en sporttotostatistieken.
Begin jaren zeventig beheerde hij het winkeltje ‘Sparta’, aan de Spartastraat 40, toen nog tegenover het Kasteel in Spangen.